# París-Roubaix 1946
La París-Roubaix 1946 fou la 44a edició de la París-Roubaix. La cursa es disputà el 21 d'abril de 1946 i fou guanyada pel belga Georges Claes, que s'imposà a l'esprint als seus dos companys d'escapada en la meta de Roubaix.

## Classificació final
|    | Ciclista             | Equip              | Temps      |
| -- | -------------------- | ------------------ | ---------- |
| 1  | Georges Claes        | Rochet             | 7h 13' 25" |
| 2  | Louis Gauthier       | Follis-Dunlop      | m. t.      |
| 3  | Lucien Vlaemynck     | Alcyon-Dunlop      | m. t.      |
| 4  | Frans Bonduel        | Dilecta            | + 19"      |
| 5  | Camille Danguillaume | Peugeot            | + 29"      |
| 6  | Georges Blum         | Rochet             | m. t.      |
| 7  | Maurice Desimpelaere | Alcyon-Dunlop      | m. t.      |
| 8  | Victor Pernac        | France Sport       | m. t.      |
| 9  | Joseph Soffietti     | Rhonson            | m. t.      |
| 10 | Marcel Kint          | Mercier-Hutchinson | m. t.      |